# Portret Maffea Barberiniego
Portret Maffea Barberiniego (wł. Ritratto di Maffeo Barberini) – portret olejny włoskiego malarza Caravaggia z 1598–1599, przedstawiający Maffea Barberiniego, późniejszego papieża Urbana VIII. Obecnie znajdujący się w prywatnej kolekcji we Florencji.

## Powstanie i opis obrazu
Obraz, powstały w 1598 lub 1599, przedstawia 30-letniego prałata Maffea Barberiniego, który w 1623 został wybrany papieżem Urbanem VIII. Florencki ród Barberinich był wpływową włoską rodziną. Caravaggio pozostawał z nim blisko związany i często korzystał z jego mecenatu.
Duchowny został ukazany na obrazie w sposób bardzo naturalny i prosty, daleki od barokowej konwencji. Neutralne tło, niewyróżniające się żadnymi detalami, pozwala skupić całą uwagę na osobie Barberiniego.